# James Weir (piłkarz)
James Michael Weir (ur. 4 sierpnia 1995 w Preston) – angielski piłkarz grający na pozycji środkowego pomocnika, aktualnie bez klubu. Wychowanek Preston North End oraz Manchesteru United. W swojej karierze grał w Manchesterze United, Hull City, Wigan Athletic, Bolton Wanderers, FK Pohronie i MTK Budapeszt. Były młodzieżowy reprezentant Anglii.